# Dmitri Wjatscheslawowitsch Loskow
Dmitri Wjatscheslawowitsch Loskow (russisch Дмитрий Вячеславович Лоськов; * 12. Februar 1974 in Kurgan) ist ein ehemaliger russischer Fußballprofi. Er ist 1,78 m groß.
Dmitri Loskow wurde bei Lokomotive Moskau (Rückennr. 10) und in der russischen Fußballnationalmannschaft als Spielmacher eingesetzt.

## Karriere
Loskow begann mit dem Fußballspiel bei Metallist Kurgan. 1992 erhielt er bei FK Rostow seinen ersten Profivertrag. Im Januar 1997 wechselte er zu Lokomotive Moskau, wo er mit einer Unterbrechung bis heute blieb. Mit Lokomotive Moskau wurde er 2002 und 2004 russischer Meister, 1997, 2000 und 2001 russischer Pokalsieger, 2003 und 2005 russischer Supercup-Sieger und holte 2005 den GUS-Pokal. Er war 2006 Kapitän von Lok. 2003 wurde er zum russischen Spieler des Jahres gewählt. Nach einem Streit mit dem Trainer von Lok wechselte er zur Saison 2007 für 1,5 Mio. Euro zu Saturn Ramenskoje. Nach zwei Jahren ging er ablösefrei wieder zurück zu Lokomotive Moskau und beendete im Juni 2013 seine Karriere. Im Februar 2017 wurde der nunmehr 43-jährige Loskow noch einmal reaktiviert und kam zu einem weiteren Einsatz für Lok. Nach der Saison 2016/17 beendete er seine Karriere schließlich endgültig.

## Erfolge
- Russischer Meister: 2002, 2004
- Russischer Vize-Meister: 1999, 2000, 2001
- 3. Platz bei der russischen Meisterschaft: 1998, 2005, 2006
- Russischer Pokalsieger: 1997, 2000, 2001, 2007
- Russischer Supercupsieger: 2003, 2005
- GUS-Pokalsieger: 2005